# Лыщинский, Георгий Павлович
Георгий Павлович Лыщинский (5 ноября 1922, Севастополь — 5 апреля 1995, Новосибирск) — советский и российский учёный, ректор Новосибирского электротехнического института (1955—1990), почётный гражданин Новосибирска. Почётный доктор Силезского политехнического института (Польша).

## Биография
Георгий Павлович Лыщинский родился 5 ноября 1922 года в Севастополе. В 1927 году, после землетрясений в Крыму, семья Лыщинских уехала в Москву. В 1940 году Георгий Павлович поступил учиться в Московский энергетический институт. Там вел общественную работу, был сталинским стипендиатом. В 1947 году окончил институт с красным дипломом. Учился в аспирантуре МЭИ, защитил кандидатскую диссертацию на тему: «Теоретическое и экспериментальное исследование схем электропривода на моделирующей установке». После защиты диссертации был распределен в Львовский политехнический институт (ныне Национальный университет «Львовская политехника»). Во Львовском институте он через 3 года стал заведующим кафедрой «Теории электропривода».
В 1955 году доценту Г. П. Лыщинскому предлагались на выбор должности замдиректора по научной и учебной работе в одном из вузов города Фрунзе (Бишкек) (Киргизия) и директора строящегося в Новосибирске электротехнического института. Георгий Павлович выбрал Новосибирск.
В 1955 году он приехал в Новосибирск для работы в Новосибирском электротехническом институте. Был назначен заместителем директора, а через несколько месяцев, в мае 1955 года, доцент Г. П. Лыщинский возглавил НЭТИ (ныне Новосибирский государственный технический университет). Эту должность занимал до 1990 года.
Под руководством Г. Лыщинского в институте продолжилось строительство: строились учебные корпуса и общежития, создавались подразделения научного, культурного и спортивного назначения. В 1964 году в НЭТИ был создан вычислительный центр с ЭВМ «Минск-1», в 1968 году появилось институтское телевидение.
На базе институтов Ядерной физики и Физики полупроводников СО СССР в НЭТИ был создан физико-технический факультет. Институт сотрудничал с Харбинским политехническим институтом (Китай), Силезским политехническим институтом (Польша), Техническим университетом г. Хемниц (Германия). В институте были открыты кафедры педагогики и психологии, создан гуманитарный факультет, академический хор, эстрадный оркестр, ансамбль скрипачей и др.
Г. П. Лыщинский долгие годы заведовал кафедрой «Электропривода и автоматизации промышленных установок». Под его руководством в институте было подготовлено 30 кандидатских диссертаций.
Георгий Павлович Лыщинский скончался 5 апреля 1995 года в Новосибирске от острой сердечной недостаточности.

## Награды и звания
- Почётный гражданин Новосибирска (1993)[1].
- Орден Ленина.
- Два ордена Трудового Красного Знамени.
- Орден «Знак Почёта».
- Орден «За заслуги перед Польской Народной Республикой».
- Академик Международной академии акмеологических наук.
- Почетный доктор Силезского политехнического института (1974, Польша) — за совместную работу по подготовке инженерных кадров в области машиностроения, электроники, технологии металлов.
- Медаль «За заслуги» (1989, Польша) с присвоением звания «Командора» и вручением серебряного пояса чести.

## Память
В Новосибирске в память об ученом установлены мемориальные доски: на доме № 27 по Ядринцевской улице, где он жил, и у входа в главный корпус НГТУ.
В 2002 году для студентов вузов НГТУ и Сибирского государственного университета телекоммуникаций и информатики (СибГУТИ) учреждена стипендия им. Г. П. Лыщинского.
С 2003 года имя ученого носит одна из площадей Новосибирска.
В 2017 году научной библиотеке Новосибирского технического университета присвоено имя Г. П. Лыщинского.

## Научные публикации
1. Аналитические исследования динамики единичного шага шагового двигателя / Г. П. Лыщинский, Г. Н. Коржавин, В. В. Жуловян, В. В. Наумов, М. А. Слуцкий // Доклады на 6 научно-технической конференции по вопросам автоматизации производства, посвященные 100-летию со дня рождения В. И. Ленина, Томск, 11–13 июня 1969 г. – Томск : Изд-во ТГУ, 1969. – Т. 5 : Вентильные преобразователи частоты. – С. 217–220.
2. Гуревич В. А. Критериальный выбор электроприводов / В. А. Гуревич, Г. П. Лыщинский, Ю. И. Семиков // 10 Всесоюзная научно-техническая конференция по проблемам автоматизированного электропривода : тез. докл, Воронеж, 15–17 сент. 1987 г. – Москва : Информэлектро, 1987. – С. 19–20.
3. Динамика и надежность систем автоматического управления и регулирования / Г. П. Лыщинский, Б. А. Баховец, В. Н. Ельсуков, В. Г. Паршин, Я. Л. Райхман // Труды 2 научной сессии вузов Западной Сибири : межвуз. сб., Омск, февр. 1965 г. – Новосибирск : НЭТИ, 1966. – Вып. 5. – С. 125-126.
4. Исследование двигателя с печатным якорем при питании от широтно-импульсного преобразователя / Г. П. Лыщинский, Ю. И. Соболев, А. И. Бинеман, О. Н. Токарев // Автоматизация производственных процессов : межвуз. сб. науч. тр. – Новосибирск : НЭТИ, 1969. – Вып. 6. – С. 159–165.
5. Исследования трехфазных шаговых двигателей при питании от источника напряжения / Г. П. Лыщинский, В. В. Жуловян, В. В. Наумов, В. П. Хорошавин // Доклады на 6 научно-технической конференции по вопросам автоматизации производства, посвященные 100-летию со дня рождения В. И. Ленина, Томск, 11–13 июня 1969 г. – Томск : Изд-во ТГУ, 1969. – Т. 5 : Вентильные преобразователи частоты. – С. 245–251.
6. К вопросу синтеза систем управления силовым шаговым двигателем / Г. П. Лыщинский, В. В. Жуловян, В. В. Наумов, М. А. Слуцкий // Автоматизация производственных процессов : межвуз. сб. науч. тр. – Новосибирск : НЭТИ, 1969. – Вып. 6. – С. 141–148.
7. Казанский В. М. Малоинерционный двигатель с печатным цилиндрическим якорем как объект регулирования / В. М. Казанский, Г. П. Лыщинский, Ю. П. Соболев // Электрические двигатели малой мощности : тр. Всесоюз. науч.-техн. совещ. по электрич. двигателям малой мощности. – Киев : Наукова Думка, 1969. – Ч. 1. – С. 277–282.
8. Казанский В. М. Малоинерционный электродвигатель как объект регулирования / В. М. Казанский, Г. П. Лыщинский, Ю. И. Соболев // Автоматизация производственных процессов : межвуз. сб. тр. – Новосибирск, 1967. – Вып. 5. – С. 67–77.
9. Классы информационно-контролирующих машин с элементами адаптации НЭТИ–КТМ / П. М. Алабужев, Н. Н. Иванова, Ю. П. Кузьменко, Г. П. Лыщинский, В. П. Сидоров, В. Ф. Хон // Научная организация учебного процесса : сб. науч. тр. – Новосибирск : НЭТИ, 1969. – Вып. 6. – С. 3–7.
10. Лыщинский Г. П. [Рецензия] / Г. П. Лыщинский. Л. И. Ганджа // Электричество. – 1960. – № 2. – С. 19–21. – Рец. на кн.: Автоматическое управление электроприводами : [учеб. пособие для энергет. и электротехн. вузов и фак.]. – Москва ; Ленинград : Госэнергоиздат, 1959. – 528 с.
11. Лыщинский Г. П. Анализ и синтез систем автоматического регулирования / Г. П. Лыщинский // Научные исследования Новосибирского электротехнического института. – Новосибирск, 1967. – С. 81–90.
12. Лыщинский Г. П. И в учении, и в воспитании: использование телевизионной системы в НЭТИ / Г. П. Лыщинский, В. И. Сосновский // Вестник высшей школы. – 1977. – № 5. – С. 33–34.
13. Лыщинский Г. П. Использование косвенных показателей оценки качества в целях управления процессом и постановка задачи оптимизации / Г. П. Лыщинский // Автоматизация производственных процессов : межвуз. сб. науч. тр. – Новосибирск : НЭТИ, 1970. – Вып. 7. – С. 12–22.
14. Лыщинский Г. П. Исследование и применение двигателя с печатной обмоткой на якоре в системах автоматического регулирования / Г. П. Лыщинский, Ю. И. Соболев // Автоматизированный электропривод в народном хозяйстве : тез. докл. 5 Всесоюз. конф., Тбилиси, 1968. – Москва : Энергия, 1971. – Т. 1 : Общие вопросы и средства управления. – С. 210–212.
15. Лыщинский Г. П. Исследование некоторых режимов работы двигателя с печатным цилиндрическим якорем с форсировкой по потоку / Г. П. Лыщинский, Г. М. Симаков, Ю. И. Соболев // Автоматизация производственных процессов : межвуз. сб. науч. тр. – Новосибирск : НЭТИ, 1970. – Вып. 7. – С. 127–133.
16. Лыщинский Г. П. К вопросу автоматизации дозаторов при приготовлении бетонной смеси / Г. П. Лыщинский, Б. П. Абоянцев // Автоматизация производственных процессов : межвуз. сб. тр. – Новосибирск : НЭТИ, 1967. – Вып. 5. – С. 145–148.
17. Лыщинский Г. П. К вопросу о переходных процессах и колебаниях в генераторах постоянного тока с параллельным возбуждением / Г. П. Лыщинский, Л. И. Ганджа, А. И. Васильев // Сборник трудов Института автоматики и электрометрии СО АН СССР. – 1961. – Вып. 4. – С. 118–134.
18. Лыщинский Г. П. К вопросу развития электрооборудования полиграфических машин / Г. П. Лыщинский // Полиграфическое производство. – 1955. – № 5. – С 12–14.
19. Лыщинский Г. П. Лампы дневного света, их характеристики и промышленное применение оптимизации / Г. П. Лыщинский // Научные записки. – 1955. – Т. 11. – С. 123–131.
20. Лыщинский Г. П. О синтезе линейных систем автоматизированного электропривода в режиме управления / Г. П. Лыщинский, Б. А. Баховец // Известия СО АН СССР. – 1962. – № 1. – С. 19–30.
21. Лыщинский Г. П. Об опыте внедрения программированного обучения и технических средств в учебный процесс : докл. для Всесоюз. конф. по программированному обучению / Г. П. Лыщинский, Е. Т. Песочина. – Новосибирск, 1966. – 33 с.
22. Лыщинский Г. П. Один из способов кодирования конструированных ответов / Г. П. Лыщинский, В. Н. Каган // Организация учебного процесса. Программированное обучение. Обучающие машины : сб. науч. тр. – Новосибирск : НЭТИ, 1968. – Вып. 2, ч. 1. – С. 100–104.
23. Лыщинский Г. П. Определение рационального числа тиристоров, последовательно включаемых в цепь / Г. П. Лыщинский, М. И. Стальная, С. Д. Капустин. –  // Автоматизация производственных процессов : межвуз. сб. науч. тр. – Новосибирск : НЭТИ, 1978. – Вып. 15. – С. 134–140.
24. Лыщинский Г. П. Определение устойчивости параметров изделий в форсированных режимах эксплуатации / Г. П. Лыщинский, Я. Л. Райхман // Автоматический контроль и методы электрических измерений : тр. 6 Всесоюз. конф., 8–12 сент. 1964 г. : в 2 т. – Новосибирск, 1966. – Т. 1 : Теория измерительных информационных систем. – С. 155–156.
25. Лыщинский Г. П. Оптимальный процесс реверса полем возбуждения двигателя постоянного тока с нереверсивным преобразователем в цепи якоря / Г. П. Лыщинский, Г. М. Симаков // Автоматизация производственных процессов : межвуз. сб. тр. – Новосибирск : НЭТИ, 1967. – Вып. 5. – С. 34–44.
26. Лыщинский Г. П. Расчет и экспериментальное исследование следящего привода по системе ЭМУ-Д с печатной обмоткой на якоре / Г. П. Лыщинский, Ю. И. Соболев // Доклады 5 научно-технической конференции по вопросам автоматизации производства. – Томск, 1967. – Т. 2. – С 46–52.
27. Лыщинский Г. П. Решение некоторых задач теории инвариантности методом дифференцирования // Г. П. Лыщинский, Б. А. Баховец // Известия Сибирского отделения АН СССР. – 1963. – № 10. – С. 126–130.
28. Лыщинский Г. П. Свойства системы стабилизации скорости двигателя постоянного тока с источником питания ограниченной мощности / Г. П. Лыщинский, В. Н. Ельсуков // Электричество. – 1966. – № 10. – С. 22–26.
29. Лыщинский Г. П. Статистические характеристики замкнутой комбинированной энергетической установки переменного типа / Г. П. Лыщинский, В. М. Кавешников // Автоматизированные электромеханические системы : межвуз сб. науч. тр. – Новосибирск : НЭТИ, 1979. – С. 74–83.
30. Лыщинский Г. П. Три основных типа обучающих машин / Г. П. Лыщинский, М. А. Слуцкий, Ю. Н. Кисляков // Программированное обучение. Обучающие машины. Организация учебного процесса : материалы семинара. – Новосибирск, 1966. – С. 21–29.
31. Лыщинский Г. П. Характеристики двигателя последовательного возбуждения в специальной схеме включения / Г. П. Лыщинский // Научные записки. – 1955. – Т. 11. – С. 117–122.
32. Лыщинский Г. П. Экспериментальные исследования кондуктометрического способа измерения влажности песка при дозировании компонентов бетонной смеси / Г. П. Лыщинский, Б. П. Абоянцев, С. И. Мордвинов // Автоматизация производственных процессов : межвуз. сб. науч. тр. – Новосибирск : НЭТИ, 1969. – Вып. 6. – С. 166–174.
33. О возможности обобщенного подхода к исследованию комбинированных энергоустановок автономных объектов / Г. П. Лыщинский, В. М. Кавешников, Ю. И. Семиков, В. А. Чернышев // Автоматизация производственных процессов : межвуз. сб. науч. тр. – Новосибирск : НЭТИ, 1977. – Вып. 14. – С. 87–92.
34. О двух перспективах направления в развитии технических средств обучения : доклад / Г. П. Лыщинский, С. К. Дмитриев, И. С. Мушат, М. А. Слуцкий ; Новосиб. электротехн. ин-т МВ и ССО РСФСР. – Новосибирск, 1966. – 18 с.
35. Обучающая машина с возможностью ввода конструированных ответов / П. М. Алабужев, Ю. П. Кузьменко, Г. П. Лыщинский, В. П. Сидоров, В. Ф. Хон. –  // Организация учебного процесса. Программированное обучение. Обучающие машины : сб. науч. тр. – Новосибирск : НЭТИ, 1968. – Вып. 2, ч. 1. – С. 153–163.
36. Предельные нагрузочные и динамические характеристики трехфазных шаговых электроприводов / Г. П. Лыщинский, В. В. Жуловян, В. В. Наумов, М. А. Слуцкий // Автоматизация производственных процессов : межвуз. сб. науч. тр. – Новосибирск : НЭТИ, 1969. – Вып. 6. – С. 126–138.
37. Стальная М. И. Оптоэлектронная система контроля работоспособности тиристоров / М. И. Стальная, С. Д. Капустин, Г. П. Лыщинский // Оптические сканирующие устройства и приборы на их основе : тез. докл. к Всесоюз. совещ., Барнаул, 4–5 июня 1980 г. – Барнаул, 1980. – Ч. 2. – С. 188–189.
38. Формирование близкой к оптимальной по быстродействию диаграммы тока якоря при управлении полем двигателя / Г. П. Лыщинский, Г. М. Симаков, Г. Я. Сергеев, А. А. Мерзляков // Автоматизация производственных процессов : межвуз. сб. науч. тр. – Новосибирск : НЭТИ, 1969. – Вып. 6. – С. 116–125.

## Публикации, посвященные высшему образованию и управлению вузом
1. Коробкин А. Д. О методах решения некоторых задач управления вузом / А. Д. Коробкин, Г. П. Лыщинский, Л. Т. Песочина // Применение математических методов и вычислительной техники в управлении высшими учебными заведениями : сб. науч. тр. – Москва, 1971. – Вып. 2. – С. 66–75.
2. Лыщинский Г. П. Ведется обучение по циклам дисциплин / Г. П. Лыщинский, В. Е. Сенюшкин // Вестник высшей школы. – 1985. – № 6. – С. 11–13.
3. Лыщинский Г. П. Зональный, семинар по НОТ / Г. П. Лыщинский, И. С. Мушат // Вестник высшей школы. – 1969. – № 4. – С. 35–38.
4. Лыщинский Г. П. Инспекционная группа при ректоре по контролю за состоянием учебного процесса и качества подготовки специалистов НЭТИ / Г. П. Лыщинский, И. А. Алабужев, Ю. С. Ионин.// Вестник высшей школы. – 1975. – № 9. – С. 39.
5. Лыщинский Г. П. Координации в действии: о действии Западно-Сибирского совета по координации и планированию научно-исследовательских работ вузов / Г. П. Лыщинский, С. С. Гутин // Вестник высшей школы. – 1963. – № 7. – С. 41–44.
6. Лыщинский Г. П. Некоторые вопросы научной организации управления системой «вуз» / Г. П. Лыщинский // Проблемы высшего педагогического образования : материалы конф. – Ленинград, 1971. – С. 24–25.
7. Лыщинский Г. П. Некоторые особенности и потенциальные возможности системы «высшее учебное заведение» / Г. П. Лыщинский // Научная организация учебного процесса : сб. науч. тр. – Новосибирск : НЭТИ, 1969. – Вып. 20. – С. 3–14.
8. Лыщинский Г. П. О возможности косвенной оценки качества процесса / Г. П. Лыщинский // Научная организация учебного процесса. Программированное обучение. Обучающие машины : тез. 4 зонального семинара. – Новосибирск, 1970. – С. 88–90.
9. Лыщинский Г. П. О некоторых возможностях косвенной оценки показателей качества системы «вуз» / Г. П. Лыщинский // Автоматизация производственных процессов : межвуз. сб. науч. тр. – Новосибирск : НЭТИ, 1970. – Вып. 7. – С. 3–11.
10. Лыщинский Г. П. О некоторых проблемах в научной организации вузов / Г. П. Лыщинский // Научная организация учебного процесса. Программированное обучение. Обучающие машины : обучающие материалы. – Новосибирск : НЭТИ, 1969. – Вып. 3, ч. 1. – С. 5–9.
11. Лыщинский Г. П. О новом методе подхода к вопросу управления учебным процессом / Г. П. Лыщинский // Научная организация учебного процесса. Программированное обучение. Обучающие машины : тез. 4 зонального семинара. – Новосибирск, 1970. – С. 76–77.
12. Лыщинский Г. П. Отбор поступающих и уровень вузовской подготовки: Новосибирский электротехнический институт / Г. П. Лыщинский, Л. Т. Песочина // Вестник высшей школы. – 1971. – № 1. – С. 19–24.
13. Лыщинский Г. П. Подготовка инженеров-электриков для проектно-монтажных организаций / Г. П. Лыщинский, В. М. Неточин // Реферативная информация о передовом опыте. Сер. 2: Монтаж и наладка электрооборудования. – 1968. – Вып. 2 (50) – С. 24–25.
14. Лыщинский Г. П. Проверку – на двух уровнях: о системе контроля за обучением студентов Новосибирского электротехнического института / Г. П. Лыщинский, К. А. Нассонов, Г. Н. Симаков // Вестник высшей школы. – 1982. – № 5. – С. 31–32.
15. Лыщинский Г. П. Управление развитием вуза – основа планирования его главных количественных показателей / Г. П. Лыщинский // Научная организация учебного процесса : сб. науч. тр. – Новосибирск : НЭТИ, 1968. – Вып. 1. – С. 3–11.
16. Об организационно-экономической подготовке инженеров / К. Т. Джурабаев, Г. П. Лыщинский, Б. А. Шеховцов, А. И. Герт // Вестник высшей школы. – 1979. – № 11. – С. 67–69.
17. Об оценке знаний учащихся при программированном обучении / П. М. Алабужев, Ю. П. Кузьменко, Г. П. Лыщинский, В. Ф. Хон // Организация учебного процесса. Программированное обучение. Обучающие машины : сб. науч. тр. – Новосибирск : НЭТИ, 1968. – Вып. 2, ч. 1. – С. 163–176.
18. Проблемы управления и научной организации в учебном процессе, разрабатываемые в НЭТИ / Г. П. Лыщинский, О. Н. Веселовский, А. Д. Коробкин [и др.] // Научная организация учебного процесса. Программированное обучение. Обучающие машины : тез. 4 зонального семинара. – Новосибирск, 1970. – С. 63–70.

## Публикации о Г. П. Лыщинском
1. Воспоминания о Г. П. Лыщинском выпускников и коллег // Наш радиотехнический. 55 лет факультету РТФ–РЭФ НЭТИ–НГТУ. 1953–2008 гг. – Новосибирск : Изд-во НГТУ, 2008. – С. 27–30.
2. Георгий Павлович Лыщинский : фотоэкскурсия «Новосибирский государственный технический университет» / ред.-сост. О. Касаткина. – Текст : электронный // Золотые имена Новосибирска. Почетные жители города : к 120-летию Новосибирска и 105-летию учреждения звания «Почетный житель города Новосибирска». – 2-е изд., доп. – Новосибирск : [Вояж : Известия-Сибирь], 2013. – 319 с. : фот. – 1 CD-ROM.
3. Из истории НГТУ–НЭТИ : воспоминания ветеранов / авт.-сост. С. В. Кущенко ; Новосиб. гос. техн. ун-т, Ассоц. выпускников НГТУ–НЭТИ. – Новосибирск : Изд-во НГТУ, 2015. – 200 с.
4. Первые шаги // В. И. Пронин, Н. В. Коновалова, Е. Р. Немзоров, В. К. Федюнькин. – Текст : непосредственный // Очерки истории НГТУ (НЭТИ) : посвящается 50-летию НГТУ (НЭТИ). – Новосибирск : Изд-во НГТУ, 2000. – С. 5–31.
5. Ректор НЭТИ Г. П. Лыщинский / Е. В. Вишневский. – Новосибирск : Ист. наследие Сибири, 2012. – 239 с. : ил. – (Почетные граждане Новосибирска). – ISBN 5-8402-0373-4.
6. Созидатели: очерки о людях, вписавших свое имя в историю Новосибирска / сост. Н. А. Александров ; ред. Е. А. Городецкий. – Новосибирск : Клуб меценатов, 2003. – Т. 2. – С. 267–276.
7. Яковлев А. Н. Лыщинский Георгий Павлович (1922–1995) / А. Н. Яковлев // НГТУ НЭТИ. Очерки нашей истории. – Новосибирск : Изд-во НГТУ, 2020.  – С. 37–49.
8. Яковлев А. Н. Лыщинский Георгий Павлович / А. Н. Яковлев // Ветеранская организация и ветераны НГТУ–НЭТИ. – Новосибирск : Изд-во НГТУ, 2017. – С. 60–63.
9. Яковлев А. Н. Лыщинский Георгий Павлович / А. Н. Яковлев // Основатели НГТУ НЭТИ. – Новосибирск : Изд-во НГТУ, 2020. – С. 8–22.
10. Яковлев А. Н. Основатели вуза. Лыщинский Георгий Павлович (1922–1995) / А. Н. Яковлев.  –  // Лицеист. – 2019. – № 2 (60). – С. 39–46.
11. Яковлев А. Н. Штрихи к портрету Георгия Павловича… / А. Н. Яковлев // Мы были первыми! Воспоминания выпускников НЭТИ 1958–1959 гг. – Новосибирск : Изд-во НГТУ, 2004. – С. 60–62.